# Výrovice
Výrovice település Csehországban, a Znojmói járásban. Výrovice Horní Dunajovice, Mikulovice, Plaveč, Němčičky, Tvořihráz és Žerotice településekkel határos. Lakosainak száma 176 fő (2024. január 1.).

## Népesség
A település lakosságának változását az alábbi diagram mutatja:
| Lakosok száma | 326  | 388  | 387  | 281  | 188  | 167  | 160  | 176  | 166  | 176  |
|               | 1869 | 1900 | 1921 | 1961 | 1980 | 2011 | 2016 | 2019 | 2021 | 2024 |